# Mengkofen
Mengkofen település Németországban, azon belül Bajorországban. Lakosainak száma 6092 fő (2023. december 31.). Mengkofen Moosthenning, Weng (Isar), Bayerbach bei Ergoldsbach, Laberweinting, Geiselhöring és Leiblfing községekkel határos.

## Népesség
| Lakosok száma | 574  | 890  | 3005 | 4326 | 5845 | 6087 | 6112 | 6117 | 6063 | 6092 |
|               | 1875 | 1950 | 1975 | 1987 | 2012 | 2014 | 2016 | 2017 | 2021 | 2023 |